# Secretaris-generaal van een Nederlands ministerie
Een secretaris-generaal van een Nederlands ministerie is de hoogste ambtenaar van een Nederlands ministerie. De functionaris heeft de dagelijkse leiding over de ambtelijke organisatie. De secretaris-generaal is ook politiek gezien belangrijk als eerste ambtelijke aanspreekpunt voor de bewindspersoon. De (partij-)politieke voorkeur van de ambtenaar speelt hierbij formeel geen rol.
Secretarissen-generaal zijn net als de overige leden van de zogenaamde Topmanagementgroep (bestaande uit onder andere secretarissen-generaal, directeuren-generaal en inspecteurs-generaal) formeel in dienst van het ministerie van Binnenlandse Zaken en Koninkrijksrelaties en worden voor maximaal zeven jaar bij een ministerie benoemd. Na die periode vindt functiewisseling plaats.
Hieronder een zo actueel mogelijk overzicht:
- Ministerie van Algemene Zaken (AZ): Gert-Jan Buitendijk
- Ministerie van Binnenlandse Zaken en Koninkrijksrelaties (BZK): Vincent Roozen
- Ministerie van Buitenlandse Zaken (BZ): Christiaan Rebergen
- Ministerie van Defensie (MinDef): Maarten Schurink
- Ministerie van Economische Zaken en Klimaat (EZK): Sandor Gaastra
- Ministerie van Financiën (MinFin): Bas van den Dungen
- Ministerie van Infrastructuur en Waterstaat (IenW): Jan Hendrik Dronkers
- Ministerie van Justitie en Veiligheid (JenV): Anneke van Dijk
- Ministerie van Landbouw, Visserij, Voedselzekerheid en Natuur (LVVN): Jan-Kees Goet
- Ministerie van Onderwijs, Cultuur en Wetenschap (OCW): Loes Mulder
- Ministerie van Sociale Zaken en Werkgelegenheid (SZW): Marieke van Wallenburg
- Ministerie van Volksgezondheid, Welzijn en Sport (VWS): Anita van den Ende